# Біломорсько-Кулойське плато
Біломоро-Кулойське плато — територія на півночі Руської рівнини. Розташоване між річками Кулой, Пінега та Білим морем. Площа становить близько 25 тис. км². Середня висота плато приблизно 100 м, максимальна — 218 м. Дренується лівими притоками річки Кулой — річками Лака і Сояна, а також Мегрою і Майдою, що впадають безпосередньо в Біле море. Надлишкове зволоження території спричиняє заболоченість плато. Територія швидко піднімається.
Карст розвинутий в карбонатних і сульфатних породах пізнього палеозою. В північній частині плато ассельсько-скмарська гіпсово-ангідритова товща прослідковується в межиріччі рік Березівка, Коптяковка, Майда і озер Койдозеро і Літнє. На річках Ковальга, Лака і Сояно-Кулойському межиріччі відслонюються уфимські огіпсовані теригенні породи, перекриті вапняками середнього перму.
Сучасна карстова морфоскульптура тяжіє до річкових долин, їхніх схилів, де чохол суглинків дещо денудований, заміщуючись піщаними окремостями морських трасгресій. Карст також прив'язаний до долин джерел і структурно-абразивного Біломорсько-Кулойського уступу. Рідко карстові лійки зустрічаються на заболочених вододілах (середня течія р. Мегри). У смузі галогенних та карбонатних порід сучасна карстова морфоскульптура пов'язана з урізом і котловинами озер (озеро Окуневе, Купріянове, Літнє, Велике Східне та ін.). В басейнах річок Суяни, Низанги, Ерюги, Лаки, Ковальги переважають мередіональні, субмеридіональні, рідше широтні карстово-ерозійні улоговини, дно яких вкрите численними лійками.

## Карстові печери
- Ангарида, Братиня, Водяна, Голубинська-1, Голубинське провалля, Двінська, Делікатна, ЖВ-52, ЖВ-53, ЖВ-54, Заповідна, Китеж, Конституційна, Кулогорська-1, Кулогорська-5, Кулогорська-8, Ленінградська, Місячна-2, Місячні Гори, Мобіль, Молодіжна, Напірна, Перемога-2, Пехоровська, Пехоровське провалля, Північний Сифон, Пінезька печера імені О. Терещенко, Проведіння, Северянка, Північна Венеція, Свята, Святого ручая, Сотка-21, Сотка-24, Сотка-26, Троя, Унікальна, 60-річчя Жовтня, 194, 260 — карстові печери в Архангельській області, на Біломорсько-Кулойському плато.